# Бальзерова, Элишка
Элишка Бальзерова, урождённая Элишка Гавранкова (чеш. Eliška Balzerová / Eliška Havránková; род. 25 мая 1949 года во Всетине, Злинский край, Чехословацкая Республика) — чешская актриса театра, кино и телевидения, обладательница немецкой премии «Бэмби» за лучшую телевизионную женскую роль (1982) и «Чешского льва» за лучшую женскую роль второго плана в кино (2010).

## Биография и карьера
Элишка Бальзерова училась в консерватории в Брно, а также закончила Яначкову музыкальную академию (актёрское отделение). В 1971 году Элишка Бальзерова поступила на службу в Южночешский театр в Ческе-Будеевице. С 1977 г. была артисткой театра «Винограды» в Праге.
Во второй половине девяностых годов, наряду с Томасом Топфером предприняла значительные усилия по восстановлению театра Divadlо na Fidlovačce. В этом театре она работает сегодня в качестве члена труппы и с мая 2012 является его директором.

### Личная жизнь
Элишка замужем за театральным продюсером Яном Балзером. У них есть дочь Адела (1983 г.р.), которая стала драматургом и сын Ян (1976 г.р.), который стал фармацевтом.

## Фильмография
| Год  |    | Русское название           | Оригинальное название                       | Роль                                    |
| ---- | -- | -------------------------- | ------------------------------------------- | --------------------------------------- |
| 1971 | тф |                            | Zaprášené histórie: 7. Na džentrickom plese | Юдита                                   |
| 1971 | ф  |                            | Svět otevřený náhodám                       | Олинка                                  |
| 1972 | ф  |                            | Lupič Legenda                               | Долежалова                              |
| 1975 | ф  |                            | Hřiště                                      | Яна                                     |
| 1976 | ф  |                            | Paleta lásky                                | Етти Галькенбергова                     |
| 1977 | с  | Больница на окраине города | Nemocnice na kraji města                    | доктор Альжбета Ченькова (позже Совова) |
| 1979 | ф  |                            | Zlatí úhoři                                 | пани Разведчикова                       |
| 1979 | с  |                            | Zkoušky z dospělosti                        | профессор Янская                        |
| 1981 | ф  |                            | Vrchní, prchni!                             | Вера                                    |
| 1982 | ф  | С тобой меня радует мир    | S tebou mě baví svět                        | Даша Адамкова                           |
| 1984 | тф |                            | Bambinot                                    | Кети                                    |
| 1984 | ф  |                            | Všichni musí být v pyžamu                   | инженер Бекова                          |
| 1985 | ф  | …или быть убитым           | …nebo být zabit                             | мать                                    |
| 1986 | ф  |                            | Pěsti ve tmě                                | Эмма Габриелова                         |

1990-е годы
- Город радости (1992) (Великобритания-FR) Joan Bethelová
- Идеальный муж (1992) Джейн
- Městem chodí Mikuláš (1993) старая коза

2000-е годы
- Drobečky z perníku (2000) (телефильм) Тоби Ландау
- Nemocnice na kraji města po dvaceti letech (2003) (сериал) доктор Альжбета Ченькова
- Чёрная карта (2005) (телефильм)
- Nemocnice na kraji města — nové osudy (2008) (сериал) доктор Альжбета Ченькова
- Soukromé pasti (2008)
- Женщины в искушении (2009) Вильма Валова

2010-е годы
- 2018 — Папина «Волга» / Tátova volha — Ева